# 朱康福
朱康福（1921年—？），男，江苏无锡人，中国石油化工设计专家，曾任中国石油化工总公司设计院总工程师、髙级工程师，第三届全国人大代表。

## 家庭
妻子吴崇筠。